# Ossiriand
Ossiriand je oblast ve fantasy světě autora J. R. R. Tolkiena. Existovala v Prvním věku a nacházela se na jihovýchodě Beleriandu, mezi Ered Luin (Modrými horami) a řekou Gelion.
Pro Ossiriand byly typické jeho řeky a divoké lesy, zřejmě převážně jilmové. Žili zde Laiquendi, Zelení elfové.

## Pojmenování
Ossiriand v sindarštině znamená doslova „Země sedmi řek“. Název odkazuje na řeku Gelion a jejích šest přítoků z Modrých hor.
V ranějších Tolkienových textech se pro Ossiriand používá název Assariad. Jméno Ossiriand(e) se tehdy vztahovalo na celý Beleriand.

## Ossiriandské řeky

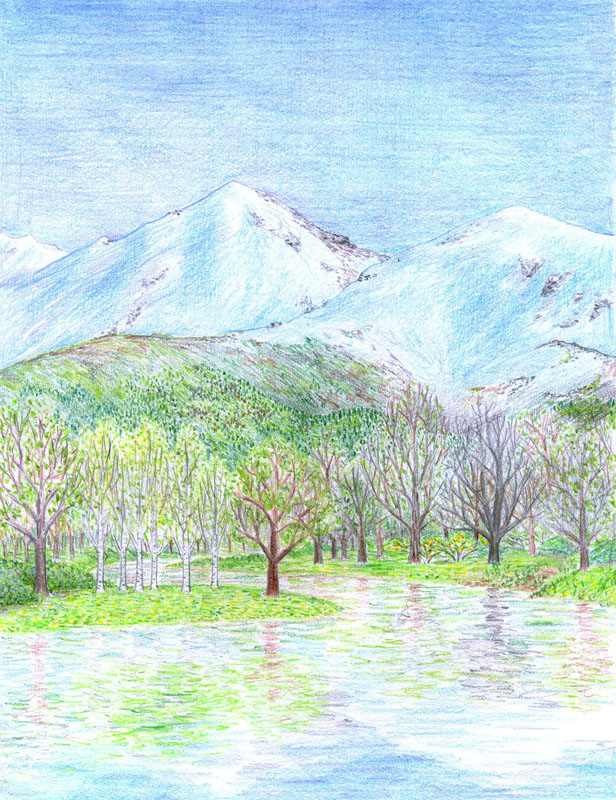
Brilthor - ilustrace od Matěje Čadila

1. Řeka Gelion
2. Řeka Ascar neboli Rathlóriel
3. Řeka Thalos
4. Řeka Legolin
5. Řeka Brilthor
6. Řeka Duilwen
7. Řeka Adurant

## Geografie
Severně od Ossiriandu ležela země Thargelion. Podél severního břehu řeky Ascar vedla trpasličí silnice do Nogrodu. Nejjižnější z ossiriandských řek, Adurant, se ve svém toku asi v polovině rozděloval a pak zase spojoval. Ostrov, který tak vznikal, se nazýval Tol Galen (Zelený ostrov) a po svém návratu ze smrti zde žili Beren a Lúthien. Také proto byl ostrov nazván Dor Firn-i-Guinar (Země mrtvých, kteří žijí). Na jihozápad od Ossiriandu, za Gelionem, ležela divoká země Taur-im-Duinath (Les mezi řekami), kam nechodil nikdo, jen tu a tam Temní elfové. Na severozápad od Ossiriandu se nacházel pahorek Amon Ereb, osamělý kopec s mírnými svahy, který se však v rovinaté krajině zdál být mohutným.

## Role v příběhu
Ossiriand byla zalesněná země, neosídlená Sindar. Ještě před východem Měsíce do ní přivedl svůj lid Denethor, syn Lenweho, pána Nandor (Nandor patřili k Teleri, ale při Velké pouti se před překročením Hithaeglir se oddělili od Olweho zástupu a odešli podél Anduiny na jih).
Při první bitvě s Morgothem přišli Denethorovi elfové na pomoci Thingolovi, králi Sindar, avšak byli chabě ozbrojeni; Denethor byl obklíčen na pahorku Amon Ereb a zabit. Jeho lid ho velmi oplakával a nikdy si nezvolil nového krále. Mnozí se pak odebrali do Doriathu, kde splynuli se Sindar. Ti, kteří zůstali v Ossiriandu, se stali opatrnými a skrývali se. Dostali pak jméno Laiquendi (Zelení elfové), protože nosili šaty v barvě listí. Kromě toho vynikali v lesní moudrosti a cizinec mohl projít celým Ossiriandem, aniž by kohokoliv spatřil.
Po příchodu Noldor do Středozemě zajížděli do Ossiriandu mnozí noldorští pánové, neboť oceňovali divokost a krásu té země. Nejčastějším návštěvníkem byl Finrod Felagund, který si dokázal získat přátelství Zelených elfů. Jelikož Laiquendi s oblibou zpívali a jejich hlasy se nesly přes řeku Gelion, nazvali Noldor tu zemi Lindon (Země hudby) a Modré hory pojmenovali Ered Lindon.
Po Válce hněvu se Ossiriand stal jedinou oblastí, která přežila zkázu Beleriandu na konci Prvního věku. Ale Velké moře ho zčásti zatopilo a prorazilo Ered Luin v místech, kde pramenil Ascar; tak vznikl Záliv Luny, do nějž ústila řeka Lhûn (Luna).
Ve Druhém a Třetím věku se staly země, které dříve patřily Ossiriandu, známými jako Lindon. Na tomto území vládli Gil-galad a Círdan.
Jilmové lesy Ossiriandu a hudbu sedmi řek Ossir zmiňuje ve svých vzpomínkách také Stromovous, když zpívá pro Smíška a Pipina.